# Super-Charger Heaven
«Super-Charger Heaven» es una canción de la banda estadounidense de Heavy Metal White Zombie perteneciente a su álbum de 1995 Astro Creep: 2000 - Songs of Love, Destruction and Other Synthetic Delusions of the Electric Head. La canción también aparece en el álbum de Rob Zombie Past, Present & Future, el compilado The Best of Rob Zombie, y en el álbum de remixes Supersexy Swingin' Sounds. La portada del sencillo contiene una imagen del superhéroe japonés Devilman, el cual es mencionado en uno de los coros de la canción 

## Vídeo musical
En el vídeo musical aparece la banda tocando en vivo en escenarios de California, Las Vegas y Detroit. En el vídeo se puede apreciar como Alice Cooper se une a la banda durante algunos segundos.

## Lista de canciones del sencillo

### Primera versión
1. «Super-Charger Heaven» (versión LP) - 3:37
2. «Where The Side Walk Ends, the Bug Parade Begins» - 2:41

### Segunda versión
1. «Super-Charger Heaven» (versión LP) - 3:37
2. «El Phantasmo and the Chicken-Run Blast-O-Rama» (versión LP) - 4:13
3. «More Human than Human» (Princess of Helium Ultra Mix) - 4:17